# Brasilien i olympiska sommarspelen 1964
Brasilien deltog med 61 deltagare vid de olympiska sommarspelen 1964 i Tokyo. Totalt vann de en bronsmedalj.

## Medalj

### Brons
- Amaury Antônio Pasos, Wlamir Marques, Ubiratan Pereira Maciel, Carlos Domingos Massoni, Friedrich Wilhem Braun, Carmo De Souza, Jatyr Eduardo Schall, Edson Bispo dos Santos, Antonio Salvador Sucar, Victor Mirshawka, Sergio De Toledo Machado och Jose Edvar Simoes - Basket.